# Czapecznik ubogi
Czapecznik ubogi (Smithornis capensis) – gatunek małego ptaka z rodziny nosoczubów (Calyptomenidae). Zamieszkuje Afrykę Subsaharyjską. Nie jest zagrożony wyginięciem.

## Taksonomia
Po raz pierwszy gatunek opisał Andre Smith w Illustrations of the Zoology of South Africa. Nadał mu nazwę Platyrhynchus capensis. Holotyp pochodził z Zululand (Południowa Afryka). Obecnie (2021) Międzynarodowy Komitet Ornitologiczny (IOC) umieszcza czapecznika ubogiego w rodzaju Smithornis. Wyróżnia 9 podgatunków. Odrębność S. c. camarunensis jako podgatunku jest niepewna. Niektóre populacje wymagają dalszych badań. Ta z północno-wschodniej Prowincji Przylądkowej Północnej być może reprezentuje nieopisany dotąd podgatunek. Dwa podgatunki z północno-wschodniej Kenii, S. c. chyulu i S. c. shimba uznawane są za synonimy odpowiednio S. c. medianus i S. c. suahelicus.

## Podgatunki i zasięg występowania
IOC wyróżnia następujące podgatunki:
- S. c. delacouri Bannerman, 1923 – Sierra Leone, południowo-wschodnia Gwinea i północna Liberia po Togo[5]
- S. c. camarunensis Sharpe, 1905 – północno-wschodnia Nigeria, południowy Kamerun, prawdopodobnie Gwinea Równikowa, północny Gabon, północno-zachodnie Kongo oraz, lokalnie, południowa i wschodnia Republika Środkowoafrykańska[5]
- S. c. albigularis Hartert, 1904 – zachodnia i północna Angola, południowo-wschodnia Demokratyczna Republika Konga, zachodnia (prawdopodobnie również centralna) Tanzania na południe po północną Zambię i północne Malawi[5]
- S. c. meinertzhageni van Someren, 1919 – północno-wschodnia Demokratyczna Republika Konga, Rwanda, Uganda i zachodnia Kenia[5]
- S. c. medianus Hartert & van Someren, 1916 – centralna Kenia i północno-wschodnia Tanzania[5]
- S. c. suahelicus Grote, 1926 – północno-wschodnia Kenia, wschodnia Tanzania i północno-wschodni Mozambik[5]
- S. c. cryptoleucus Clancey, 1963 – południowo-zachodnia Tanzania, wschodnie Zimbabwe, południowe Malawi, centralny i południowy Mozambik na południe po północno-wschodnie RPA (północno-wschodnia Prowincja Przylądkowa Północna, północno-wschodnia prowincja KwaZulu-Natal) i wschodnie Suazi[5]
- S. c. conjunctus Clancey, 1963 – północno-wschodnia Namibia (Caprivi Strip), północna Botswana, południowo-wschodnia Zambia, północny i zachodni Mozambik[5]
- S. c. capensis (Smith, A, 1839) – południowo-wschodnia prowincja KwaZulu-Natal[5]

## Morfologia
Długość ciała wynosi 12–14 cm; masa ciała samców 21–26,9 g, samic 17,4–27,5 g (badano tylko ptaki z RPA). Czapeczniki ubogie są krępej postury, mają luźne i jedwabiste upierzenie. Występuje dymorfizm płciowy w upierzeniu. Opis dotyczy ptaków podgatunku nominatywnego. Kantarek żółty. Ciemię u samca jest czarne. Boki szyi, grzbiet, kuper i barkówki żółtobrązowe, nieco oliwkowe; przez każde pióro przechodzi ciemniejszy pas (w kolorze umbry). U samicy ciemię ma barwę łupkowoszarą, pokrywają je paski o kolorze umbry; na grzbiecie paski te są węższe niż u samca. Poza tym ptaki obydwu płci nie różnią się znacząco ubarwieniem. Broda, gardło, pierś i brzuch brudnobiałe, ozdobione szarobrązowym pasami. Na bokach piersi i  okolicach kloaki widoczny ochrowy nalot. Pokrywy skrzydłowe, lotki i sterówki ciemne, szarobrązowe. Część z pokryw skrzydłowych mniejszych i drugorzędowych wyróżnia się żółtymi krawędziami. Sterówki mają oliwkowobrązowe krawędzie, najbardziej widoczne na chorągiewkach zewnętrznych. Górna szczęka ciemna, oliwkowobrązowa; żuchwa jasna, słomkowożółta. Nogi i stopy żółtozielone.

## Ekologia i zachowanie
Środowiskiem życia czapeczników ubogich są środkowe warstwy nizinnych lasów wiecznie zielonych, podszyt nadrzecznych i innych gęstych lasów oraz zarośla roślin zrzucających liście na zimę. Przeważnie przesiadują bez ruchu i w ciszy, co sprawia, są często przeoczane podczas badań terenowych. Żywią się bezkręgowcami, w tym prostoskrzydłymi, imago i larwami chrząszczy, pluskwiakami, mrówkami, gąsienicami, jajami motyli i pajęczakami.

### Lęgi
Okres składania jaj zależy od obszaru, w którym występują ptaki, ale przeważnie wypada na czas od października do stycznia. Obydwa ptaki z pary uczestniczą w budowie gniazda. Ma ono formę owalnej struktury z bocznym wejściem; budulec stanowi kora, suche liście, gałązki, trawa, korzonki, często spojone pajęczyną. Nie jest ukryte, zwisa z gałęzi drzewa, przeważnie na wysokości 1,5–3 m nad ziemią. Zniesienie liczy 1–3 jaja. Wymiary dla 6 jaj: 19,8–21,5 na 15,4–17,1 mm. Skorupka ma barwę białą, jest połyskliwa. Samica wysiaduje jaja sama przez 16–17 dni, pilnowana przez samca. Niewiele wiadomo o rozwoju młodych poza tym. Zajmuje się nimi głównie samiec. Są w pełni opierzone po 14–16 dniach życia.

## Status
IUCN uznaje czapecznika ubogiego za gatunek najmniejszej troski (LC, Least Concern) nieprzerwanie od 1988 (stan w 2020). Liczebność populacji nie została oszacowana, ale ptak ten opisywany jest jako lokalnie pospolity. Populacja najprawdopodobniej ma trend spadkowy ze względu na niszczenie środowiska życia tych ptaków.